# Ponte Marechal Rondon
A ponte Marechal Rondon é uma obra de infraestrutura presente no município brasileiro de Cáceres e que possui importância e valor histórico, considerada ainda um marco do desenvolvimento da região Oeste. Antes dela, a travessia de Mato Grosso para ganhar Estados, como Rondônia e Acre, se fazia de balsa. A ponte foi construída na década de 1950 e inaugurada no ano de 1962. A ponte é o principal acesso via terrestre entre os estados amazônicos e o sul do país e tem um tráfego estimado de 3 mil veículos por dia.

## Características
A ponte conta com 10 pilares de concreto que sustentam a pista de rodagem e laterais da ponte, contando ainda com 300 metros de extensão por 10 de largura. Ela une as rodovias federais 070, "Cuiabá-Cáceres" e a 174, "Cáceres-Rondônia". Com mais de 40 anos de existência ela nunca havia sido submetida a uma vistoria técnica que pudesse constatar a gravidade da situação.